# Franz Brandt
Franz Brandt (ur. 13 lutego 1893 w Minden, zm. 1954 w Essen) – niemiecki as myśliwski z czasów I wojny światowej z 10 potwierdzonymi zwycięstwami powietrznymi. Ostatni dowódca Jagdstaffel 26.
Służbę w armii niemieckiej rozpoczął zgłaszając się na ochotnika w sierpniu 1914 roku do 58 Pułku Artylerii Polowej z siedzibą w rodzinnym mieście Brandta Minden. 
Do lotnictwa został przeniesiony w lipcu 1915 roku. Po odbyciu szkolenia został przydzielony do jednostki liniowej Kasta 14. Pomiędzy lipcem a wrześniem 1917 roku służył w Schutzstaffel 2. W lutym 1917 roku Brand został przydzielony do eskadry myśliwskiej Jagdstaffel 19, w której odniósł swoje pierwsze dwa zwycięstwa. Pierwsze nad samolotem Spad z francuskiej eskadry Spa 12 4 maja 1917 roku. W jednostce służył do końca 1917 roku.
1 stycznia 1918 roku został przeniesiony do Jagdstaffel 27, w której odniósł kolejne trzy zwycięstwa powietrzne. 27 czerwca 1918 roku rozpoczął służbę dowódcy Jagdstaffel 26. Jednostką dowodził do zakończenia wojny z trzytygodniową przerwą pomiędzy 22 sierpnia a 12 września, kiedy zastępował go Helmut Lange.

## Odznaczenia
- Królewski Order Rodu Hohenzollernów
- Krzyż Żelazny I Klasy
- Krzyż Żelazny II Klasy